# Anton Ewald
Anton Kim Ewald (ur. 7 sierpnia 1993 w Sztokholmie) – szwedzki piosenkarz i tancerz.

## Życiorys
Jest absolwentem Szwedzkiej Królewskiej Szkoły Baletowej. Karierę w mediach zaczynał jako tancerz w programie Melodifestivalen, wyłaniającym reprezentanta Szwecji w Konkursie Piosenki Eurowizji; w 2009 tańczył podczas występu Velvet na Melodifestivalen 2009, a w 2012 towarzyszył na scenie Danny’emu Saucedo i Andreasowi Lundstedtowi podczas ich występów w Melodifestivalen 2012.

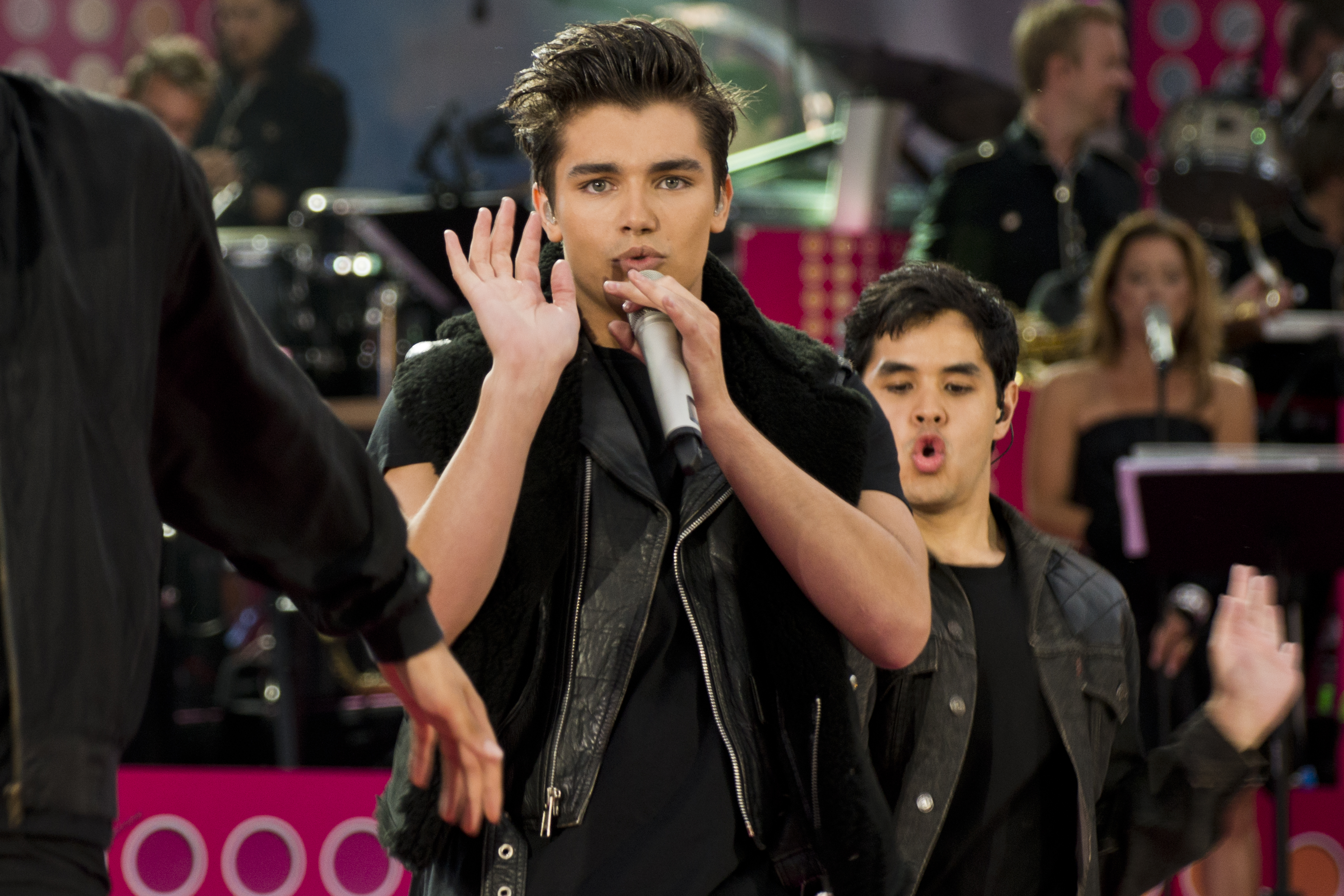
Anton Ewald na festiwalu Sommarkrysset 2013

W 2013 zgłosił się z utworem „Begging” do udziału w Melodifestivalen 2013. W lutym wystąpił w drugim półfinale selekcji i dostał się do „rundy dogrywkowej”, z której awansował do finału eliminacji rozgrywanego 9 marca. Zajął czwarte miejsce. Singiel dotarł do drugiego miejsca szwedzkiej listy przebojów. W maju wydał debiutancką epkę pt. A, latem wystąpił na kilku festiwalach (Sommarkrysset, oprócz tego zaśpiewał także na festiwalach Allsång på Skansen, Lotta på Liseberg, Nyhetsmorgon, Sommarlov), a we wrześniu zaprezentował akustyczną wersję epki pt. A. W listopadzie wydał singiel „Close Up”.
W 2014 wystartował w programie Melodifestivalen 2014, do którego zgłosił się z utworem „Natural”. Pod koniec lutego wystąpił jako ostatni, ósmy w kolejności w czwartym półfinale selekcji i awansował do finału. Zajął w nim ostatnie, 10. miejsce. Również w 2014 wydał singiel „This Could Be Something”, który nagrał w duecie z Mediną. Utwór umieścił na swojej trzeciej epce pt. On My Way. Latem wystąpił na festiwalu Sommarkrysset, a w listopadzie pojawił się na albumie Isaca Elliota pt. Follow Me jako współautor utworu „Parachute”. W kwietniu 2015 wydał singiel „Vill ha dig”, który nagrał we współpracy z SamBoii. W maju wydał singiel „Du & jag”, a w październiku – czwartą epkę pt. Studio 18, którą promował singlem „Okej”.
Na początku grudnia 2020 został ogłoszony uczestnikiem Melodifestivalen 2021 z piosenką „New religion”. 13 marca wystąpił w finale konkursu, w którym zajął 11. miejsce.

## Życie prywatne
W maju 2017 w Kościele Oskara w Sztokholmie poślubił wieloletnią partnerkę Victorię Fajardo.

## Dyskografia
Minialbumy (EP)
- A (2013)
- A-Coustic (2013)
- On My Way (2014)
- Studio 18 (2015)

Single
| Rok                            | Tytuł     | Najwyższe pozycje na listach |
| Rok                            | Tytuł     | SWE                          |
| ------------------------------ | --------- | ---------------------------- |
| 2013                           | „Begging” | 2                            |
| 2014                           | „Natural” | 24                           |
| „–” pozycja nie była notowana. |           |                              |